# Marc Metti Epafrodit
Marc Metti Epafrodit (en llatí Marcus Mettius Epaphroditus, en grec antic Ἐπαϕρόδιτος) va ser un escriptor grec nascut a Queronea deixeble d'Àrquies d'Alexandria.
Era esclau i després llibert de Modest, el governador romà d'Egipte del que va educar al seu fill Pitelí. Una vegada manumès va anar a Roma on va viure des del regnat de Neró fins al de Nerva i va adquirir una gran reputació de savi.
Va col·leccionar llibres i es diu que en va arribar a tenir més de trenta mil. Va morir als 75 anys. Suides, que dona aquesta petita nota biogràfica, diu que va deixar escrites diverses obres de qualitat, però no les menciona. Tanmateix, per altres fonts es coneixen uns comentaris sobre l'Odissea i la Ilíada, un comentari sobre L'escut d'Hèracles d'Hesíode, i un sobre el poeta Cal·límac. La font principal dels títols d'aquestes obres és Esteve de Bizanci.